# Stylaroides bengalensis
Stylaroides bengalensis är en ringmaskart som beskrevs av Fauvel 1932. Stylaroides bengalensis ingår i släktet Stylaroides och familjen Flabelligeridae. Inga underarter finns listade i Catalogue of Life.